# Halol
Halol é uma cidade e um município no distrito de Panch Mahals, no estado indiano de Guzerate.

## Geografia
Halol está localizada a 22° 30′ N, 73° 28′ L. Tem uma altitude média de 499 metros (1637 pés).

## Demografia
Segundo o censo de 2001, Halol tinha uma população de 41,108 habitantes. Os indivíduos do sexo masculino constituem 53% da população e os do sexo feminino 47%. Halol tem uma taxa de alfabetização de 72%, superior à média nacional de 59.5%: a literacia no sexo masculino é de 76% e no sexo feminino é de 66%. Em Halol, 14% da população está abaixo dos 6 anos de idade.